# Ștefan Grigorie
Ștefan Costel Grigorie (ur. 30 stycznia 1982 w Segarcei) – rumuński piłkarz grający na pozycji ofensywnego lub prawego pomocnika. Od 2014 roku jest piłkarzem klubu FC Brașov.

## Kariera klubowa
Karierę piłkarską Grigorie rozpoczął w klubie Universitatea Krajowa. W 1998 roku awansował do kadry pierwszej drużyny Universitatei. 2 czerwca 1999 zadebiutował w jego barwach w pierwszej lidze rumuńskiej w przegranym 0:1 domowym meczu z CSM Reșița. W 2000 roku został wypożyczony do innego klubu z miasta Krajowa, Electroputere Craiova. W 2001 roku wrócił do Universitatei, w której grał do 2002 roku.
W 2002 roku Grigorie przeszedł z Universitatei Dinama Bukareszt. W 2003 roku zdobył z Dinamem Puchar Rumunii. Z kolei w 2004 roku został zarówno mistrzem kraju, jak i zdobywcą pucharu. Po Puchar Rumunii sięgnął także w 2005 roku (w tamtym roku zdobył też Superpuchar Rumunii). W 2005 roku wywalczył też z Dinamem wicemistrzostwo kraju.
W 2006 roku Grigorie odszedł z Dinama do Politehniki Timișoara. Po roku gry w Politehnice zmienił klub i przeszedł do Rapidu Bukareszt. W Rapidzie zadebiutował 28 lipca 2007 w wygranym 2:1 wyjazdowym meczu z Dacią Mioveni. W sezonie 2013/2014 grał w Apollonie Limassol. Latem 2014 przeszedł do FC Brașov.
| Sezon   | Klub                  | Kraj    | Rozgrywki                 | Mecze | Bramki |
| ------- | --------------------- | ------- | ------------------------- | ----- | ------ |
| 1998/99 | Universitatea Krajowa | Rumunia | Divizia A                 | 1     | 0      |
| 1999/00 | Universitatea Krajowa | Rumunia | Divizia A                 | 15    | 2      |
| 2000/01 | Electroputere Craiova | Rumunia | Divizia B                 | 9     | 1      |
| 2000/01 | Universitatea Krajowa | Rumunia | Divizia A                 | 13    | 2      |
| 2001/02 | Universitatea Krajowa | Rumunia | Divizia A                 | 29    | 3      |
| 2002/03 | Dinamo Bukareszt      | Rumunia | Divizia A                 | 23    | 2      |
| 2003/04 | Dinamo Bukareszt      | Rumunia | Divizia A                 | 25    | 8      |
| 2004/05 | Dinamo Bukareszt      | Rumunia | Divizia A                 | 25    | 10     |
| 2005/06 | Dinamo Bukareszt      | Rumunia | Divizia A                 | 28    | 10     |
| 2006/07 | Politehnica Timișoara | Rumunia | Liga I                    | 20    | 2      |
| 2007/08 | Rapid Bukareszt       | Rumunia | Liga I                    | 22    | 2      |
| 2008/09 | Rapid Bukareszt       | Rumunia | Liga I                    | 14    | 3      |
| 2009/10 | Rapid Bukareszt       | Rumunia | Liga I                    | 27    | 3      |
| 2010/11 | Rapid Bukareszt       | Rumunia | Liga I                    | 20    | 0      |
| 2011/12 | Rapid Bukareszt       | Rumunia | Liga I                    | 25    | 3      |
| 2012/13 | Rapid Bukareszt       | Rumunia | Liga I                    | 25    | 2      |
| 2013/14 | Apollon Limassol      | Cypr    | Protathlima A’ Kategorias | 8     | 0      |
| 2014/15 | FC Brașov             | Rumunia | Liga I                    |       |        |

## Kariera reprezentacyjna
W reprezentacji Rumunii Grigorie zadebiutował 12 lutego 2003 roku w wygranym 2:1 towarzyskim meczu ze Słowacją. Od 2003 do 2006 roku wystąpił w kadrze narodowej 2 razy.
| Mecze i gole w reprezentacji | Mecze i gole w reprezentacji | Mecze i gole w reprezentacji | Mecze i gole w reprezentacji | Mecze i gole w reprezentacji | Mecze i gole w reprezentacji | Mecze i gole w reprezentacji |
| #                            | Data                         | Stadion                      | Rywal                        | Wynik                        | Gol                          | Rozgrywki                    |
| 2003                         | 2003                         | 2003                         | 2003                         | 2003                         | 2003                         | 2003                         |
| ---------------------------- | ---------------------------- | ---------------------------- | ---------------------------- | ---------------------------- | ---------------------------- | ---------------------------- |
| 1.                           | 12.02.2003                   | Larnaka, Cypr                | Słowacja                     | 2:1                          | 0                            | towarzyski                   |
| 2006                         |                              |                              |                              |                              |                              |                              |
| 2.                           | 16.08.2006                   | Konstanca, Rumunia           | Cypr                         | 2:0                          | 0                            | towarzyski                   |